# Стерджен-Бей (Вісконсин)
Стерджен-Бей (англ. Sturgeon Bay) — місто (англ. city) в США, в окрузі Дор штату Вісконсин. Населення — 9646 осіб (2020).

## Географія
Стерджен-Бей розташований за координатами 44°49′22″ пн. ш. 87°22′11″ зх. д. / 44.82278° пн. ш. 87.36972° зх. д. (44.822676, -87.369806).  За даними Бюро перепису населення США в 2010 році місто мало площу 30,19 км², з яких 25,44 км² — суходіл та 4,75 км² — водойми.

### Клімат
| Клімат : Стерджен-Бей   | Клімат : Стерджен-Бей | Клімат : Стерджен-Бей | Клімат : Стерджен-Бей | Клімат : Стерджен-Бей | Клімат : Стерджен-Бей | Клімат : Стерджен-Бей | Клімат : Стерджен-Бей | Клімат : Стерджен-Бей | Клімат : Стерджен-Бей | Клімат : Стерджен-Бей | Клімат : Стерджен-Бей | Клімат : Стерджен-Бей | Клімат : Стерджен-Бей |
| Показник                | Січ.                  | Лют.                  | Бер.                  | Квіт.                 | Трав.                 | Черв.                 | Лип.                  | Серп.                 | Вер.                  | Жовт.                 | Лист.                 | Груд.                 | Рік                   |
| Абсолютний максимум, °C | 12,8                  | 14,4                  | 24,4                  | 29,4                  | 32,8                  | 37,8                  | 40,6                  | 38,9                  | 35,6                  | 30,0                  | 23,3                  | 15,6                  | 40,6                  |
| Середній максимум, °C   | −3,5                  | −1,7                  | 3,7                   | 10,9                  | 17,6                  | 23,1                  | 25,9                  | 25,2                  | 20,8                  | 13,4                  | 5,9                   | −0,9                  | 11,7                  |
| Середня температура, °C | −7,8                  | −6,3                  | −0,9                  | 5,8                   | 11,7                  | 17,3                  | 20,4                  | 19,9                  | 15,6                  | 8,7                   | 2,2                   | −4,7                  | 6,8                   |
| Середній мінімум, °C    | −12,1                 | −10,9                 | −5,6                  | 0,6                   | 5,9                   | 11,6                  | 14,8                  | 14,6                  | 10,3                  | 4,1                   | −1,7                  | −8,3                  | 1,9                   |
| Абсолютний мінімум, °C  | −33,9                 | −33,9                 | −30,6                 | −16,7                 | −6,7                  | −1,7                  | 2,2                   | 0,0                   | −3,3                  | −11,1                 | −21,1                 | −30                   | −33,9                 |
| Норма опадів, мм        | 42                    | 32                    | 49                    | 70                    | 80                    | 92                    | 86                    | 88                    | 85                    | 77                    | 63                    | 46                    | 811                   |
| Днів з опадами          | 10,9                  | 8,2                   | 8,8                   | 10,1                  | 11,4                  | 10,6                  | 11,0                  | 10,2                  | 10,7                  | 11,4                  | 10,0                  | 10,5                  | 123,8                 |
| Днів зі снігом          | 7,2                   | 5,3                   | 3,7                   | 1,3                   | 0,0                   | 0,0                   | 0,0                   | 0,0                   | 0,0                   | 0,1                   | 1,8                   | 6,0                   | 25,4                  |
| ----------------------- | --------------------- | --------------------- | --------------------- | --------------------- | --------------------- | --------------------- | --------------------- | --------------------- | --------------------- | --------------------- | --------------------- | --------------------- | --------------------- |
| Джерело: NOAA           |                       |                       |                       |                       |                       |                       |                       |                       |                       |                       |                       |                       |                       |

## Демографія
Згідно з переписом 2010 року, у місті мешкали 9144 особи в 4288 домогосподарствах у складі 2385 родин. Густота населення становила 303 особи/км².  Було 4903 помешкання (162/км²).
Расовий склад населення:
| - 95,1 % — білих - 1,0 % — чорних або афроамериканців - 0,9 % — корінних американців - 0,6 % — азіатів - 1,0 % — осіб інших рас |

До двох чи більше рас належало 1,4 %. Частка іспаномовних становила 2,7 % від усіх жителів.
За віковим діапазоном населення розподілялося таким чином: 19,8 % — особи молодші 18 років, 61,0 % — особи у віці 18—64 років, 19,2 % — особи у віці 65 років та старші. Медіана віку мешканця становила 45,2 року. На 100 осіб жіночої статі у місті припадало 92,5 чоловіків;  на 100 жінок у віці від 18 років та старших — 88,7 чоловіків також старших 18 років.
Середній дохід на одне домашнє господарство  становив 55 346 доларів США (медіана — 46 906), а середній дохід на одну сім'ю — 74 002 долари (медіана — 59 285). Медіана доходів становила 46 295 доларів для чоловіків та 34 886 доларів для жінок. За межею бідності перебувало 13,7 % осіб, у тому числі 19,0 % дітей у віці до 18 років та 17,7 % осіб у віці 65 років та старших.
Цивільне працевлаштоване населення становило 4347 осіб. Основні галузі зайнятості: освіта, охорона здоров'я та соціальна допомога — 22,4 %, виробництво — 21,3 %, мистецтво, розваги та відпочинок — 12,7 %, роздрібна торгівля — 11,8 %.